# Ludvig Hegner
Ludvig Albert Hegner (født 1. maj 1851 i København, død 7. november 1923 smst) var en dansk kontrabasspiller, kapelmusicus  og komponist. Han var bror til cellisten og komponisten Anton Hegner og havde yderligere en bror, der spillede kontrabas i Hovkapellet i Stockholm. Desuden var både hans søn, Louis Alexander Hegner (1876-1968) og hans sønnesøn, Louis Oscar Hegner (1897-1967) anerkendte kontrabassister og kongelige kapelmusici. Den sidste var lærer for bl.a. Erik Moseholm og Niels-Henning Ørsted Pedersen. 
Ludvig Hegner blev uddannet på Det Kongelige Danske Musikkonservatorium i 1870 med bl.a. Niels W. Gade som lærer og var fra 1884-1919 medlem af Det Kongelige Kapel. Fra 1893 blev han den første kontrabaslærer ved konservatoriet og fik sin egen søn som en af de første elever. 
Ludvig Hegner fik også en solistkarriere. Efter en optræden i New York blev han i New York Times sammenlignet med tidens berømteste på instrumentet, Domenico Dragonetti og Giovanni Bottesini. Hans instrument var næsten 200 gammelt og bygget i Wien. Han havde købt det af et italiensk operaselskab der var gået fallit under et ophold i København.
I 1896 udgav han en kontrabasskole, og han bidrog yderligere til nogle samlinger af musik for kontrabas. Efter sigende skulle det være ham, der inspirerede Carl Nielsen til at skrive Serenata in vano.
Han var Ridder af Dannebrog.

## Musik
Hegners musik er vistnok udelukkende for kontrabas og klaver.
- Legende, op. 5
- Nocturne, op. 6
- Trois Morceaux
- Fantasi über ein Lied von Franz Abt
- Elegie
- Mazurka de Concert
- Romance